# Hannivka, Kozelșciîna
Hannivka (în ucraineană Ганнівка) este un sat în comuna Lutovînivka din raionul Kozelșciîna, regiunea Poltava, Ucraina.

## Demografie
Componența lingvistică a localității Hannivka
     Ucraineană (97,6%)
     Rusă (2%)
     Alte limbi (0,4%)
Conform recensământului din 2001, majoritatea populației localității Hannivka era vorbitoare de ucraineană (97,6%), existând în minoritate și vorbitori de rusă (2%).